# Aflatoxin

Az aflatoxinok a természetben előforduló, rágcsálókra és emberekre egyaránt veszélyes rákkeltő (karcinogén) mikotoxinok (gombamérgek), amelyeket penészgombák termelnek (Aspergillus flavus és Aspergillus parasiticus).
Az Aspergillus flavus egy gyakran előforduló penészgomba, amely magas páratartalom és magas hőmérséklet mellett terjed leginkább, és főként a mogyorót és bizonyos gabonaféléket támadja meg. A gomba a talajon telepszik le, és ott rothadásnak indítja a gazdanövényt. Legalább 13 különböző aflatoxint találhatunk a természetben, melyek közül a B1 aflatoxin számít a legmérgezőbbnek. Ugyan az Aspergillus flavus jelenlétéből nem minden esetben következik az, hogy az aflatoxin mérgező koncentrációban van jelen, mégis potenciális aflatoxin-termelésről beszélhetünk. Az aflatoxinok a szervezetben májbetegségeket, autoimmun betegséget, a szívet érintő gyulladásos betegséget, ételallergiát okozhatnak.
Magyarországon 2004 októberében a fűszerpaprikában találtak aflatoxint. Mivel a gyártók nagy része a szóban forgó anyaggal szennyezett paprikákat használt fel keverékeiben, ez a fűszer forgalmazásának országos méretű felfüggesztéséhez vezetett.